# ウンピョウ属
ウンピョウ属（Neofelis）は、ウンピョウとスンダウンピョウからなるネコ科の属。

## 分類
かつてウンピョウは1種とされたが、2006年にマレー諸島のウンピョウが別種であることが明らかになった。
以下の分類・英名は、Kitchener et al. (2017) に従う。和名は原則として川田ら (2018) に従うが、N. diardiについては暫定として松林 (2012) に従った。
- Neofelis nebulosa ウンピョウ Mainland clouded leopard
- Neofelis diardi スンダウンピョウ Sunda clouded leopard

## 人間との関係
1975年にNeofelis nebulosaがワシントン条約附属書Iに掲載された。2019年にN. diardiがN. nebulosaから分割され、種単位で附属書Iに掲載されている。日本では、2022年の時点でネオフェリス・ネブロサ（ウンピョウ）として特定動物に指定されている。